# Medalla por la Liberación de Varsovia
La Medalla por la Liberación de Varsovia (en ruso: Медаль «За освобождение Варшавы», tr.: Medal "Za osvobozhdenie Warshavy") es una medalla de la Guerra Ofensiva de la Gran Guerra Patriótica, creada el 9 de junio de 1945 por Stalin y otorgada a todos los soldados del Ejército Rojo, Marina, Tropas del Ministerio del Interior (MVD) y Tropas del Comité de Seguridad del Estado (NKVD) que participaron en la liberación de Varsovia entre el 14 y el 17 de enero de 1945, así como a los organizadores y comandantes de las operaciones de combate.

## Historia
Fue instituida por decreto del Presídium del Soviet Supremo de la Unión Soviética del 9 de junio de 1945, tras la petición del Comisariado del Pueblo. Su reglamento, diseño y descripción fueron publicados en la Gaceta del Soviet Supremo de la URSS n.º 34 de 1945. Se cuelga en el lado izquierdo del pecho, situándose después de la Medalla por la Liberación de Belgrado. 
Se concedió en nombre de la Presidíum del Sóviet Supremo de la URSS, una vez verificados los documentos que certificaban la participación real en la liberación de Varsovia. Se concedió 707 700 veces y 200 de sus receptores fueron asimismo condecorados con el título de Héroes de la Unión Soviética.
El 19 de abril de 1945, el Comandante en Jefe de la Retaguardia del Ejército Rojo, el general de ejército Andréi Jruliov, ordenó al Comité Técnico de la Dirección Principal de Intendencia la elaboración de proyectos para crear condecoraciones por la conquista y liberación de ciudades fuera de los límites de la Unión Soviética, proyecto que atrajo a numerosos pintores. La presentación de los primeros esbozos tuvo lugar el 24 de abril, y 6 días después ya se presentaron una serie de proyectos. Finalmente se examinaron más de diez diseños, muchos de los cuales estaban inspirados en la idea de la cooperación militar y la amistad entre los soldados soviéticos y los polacos, luchando juntos por conseguir liberar su país de la ocupación nazi. Finalmente se escogió el diseño de la pintora Kuritsina.
Por decreto de la Presidencia del Soviet Supremo de la URSS del 5 de febrero de 1951 se estableció que la medalla y su certificado quedarían en manos de la familia tras la muerte del receptor, como homenaje y recuerdo (antes del decreto había que devolverlas al Estado en ese caso).
Pese a que sólo se podía conceder una vez por persona, existen algunos casos en que la distinción se otorgó dos veces.
Juntamente con la medalla se concedía un certificado acreditativo.

## Diseño
La medalla es de latón y mide 32 mm de diámetro. En el anverso aparece la inscripción "ЗА ОСВОБОЖДЕНИЕ " ("Por la Liberación") y en el centro, sobre una cinta "ВАРШАВЫ" ("Varsovia"). Por debajo hay una estrella de cinco puntas de la cual salen rayos. En el reverso aparece la fecha de la liberación de la ciudad "17 января 1945" (17 de enero de 1945), y en la parte superior, aparece otra estrella de cinco puntas. Todas las inscripciones e imágenes son convexas.
La medalla se cuelga de un galón pentagonal de 24 mm de anchura, cubierto con una cinta de seda de moaré azul. En el centro hay una franja roja de 8 mm, y en los extremos una franja amarilla.